# Gura Gârluței
Gura Gârluței – wieś w Rumunii, w okręgu Braiła, w gminie Berteștii de Jos. W 2011 roku liczyła 6 mieszkańców.